# Смертная казнь с использованием животных

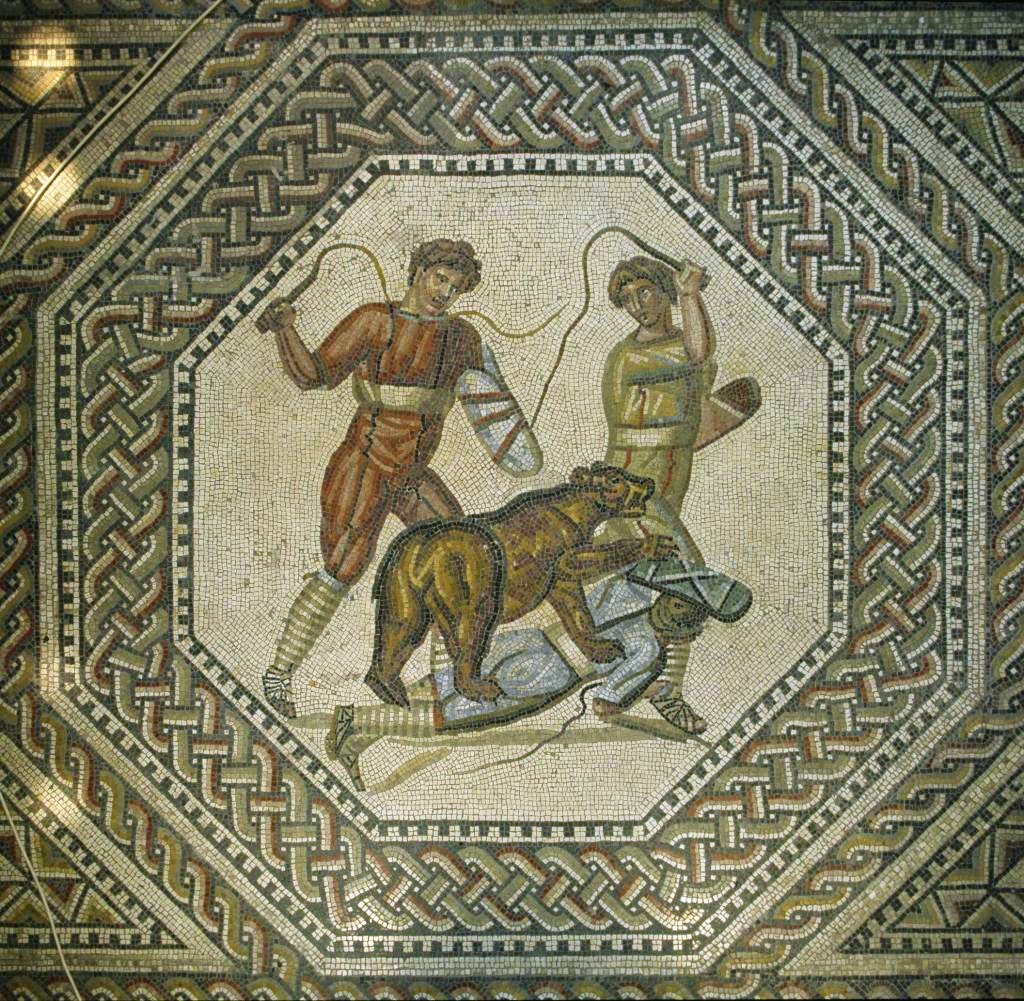
Медведь пожирает преступника. Римская мозаика

Смертная казнь с использованием животных, бросание к хищникам, к животным — один из древних видов смертной казни, бывший распространённым у многих народов. Разделяют: отдача на съедение диким зверям; топтание ногами животных, и другие.

## Бросание
Казнь эта была известна на Востоке с древнейших времён. По древнеиндийским законам Ману, прелюбодея бросали на съедение собакам.
Самой известной историей о растерзании человека львами является библейский рассказ о неудавшейся казни вавилонским царём Дарием пророка Даниила (VI век до н. э.), осуждённого за ослушание царского указа, но чудесно спасшегося от диких животных:

Тогда царь повелел, и привели Даниила, и бросили в ров львиный; при этом царь сказал Даниилу: Бог твой, Которому ты неизменно служишь, Он спасёт тебя! …Поутру же царь …подойдя ко рву, жалобным голосом кликнул Даниила, и сказал царь Даниилу: Даниил, раб Бога живаго! Бог твой, Которому ты неизменно служишь, мог ли спасти тебя от львов? Тогда Даниил сказал царю: царь! вовеки живи! Бог мой послал Ангела Своего и заградил пасть львам, и они не повредили мне, потому что я оказался пред Ним чист, да и перед тобою, царь, я не сделал преступления. …И приказал царь, и приведены были те люди, которые обвиняли Даниила, и брошены в львиный ров, как они сами, так и дети их и жёны их; и они не достигли до дна рва, как львы овладели ими и сокрушили все кости их.
— Дан. 6:16—24

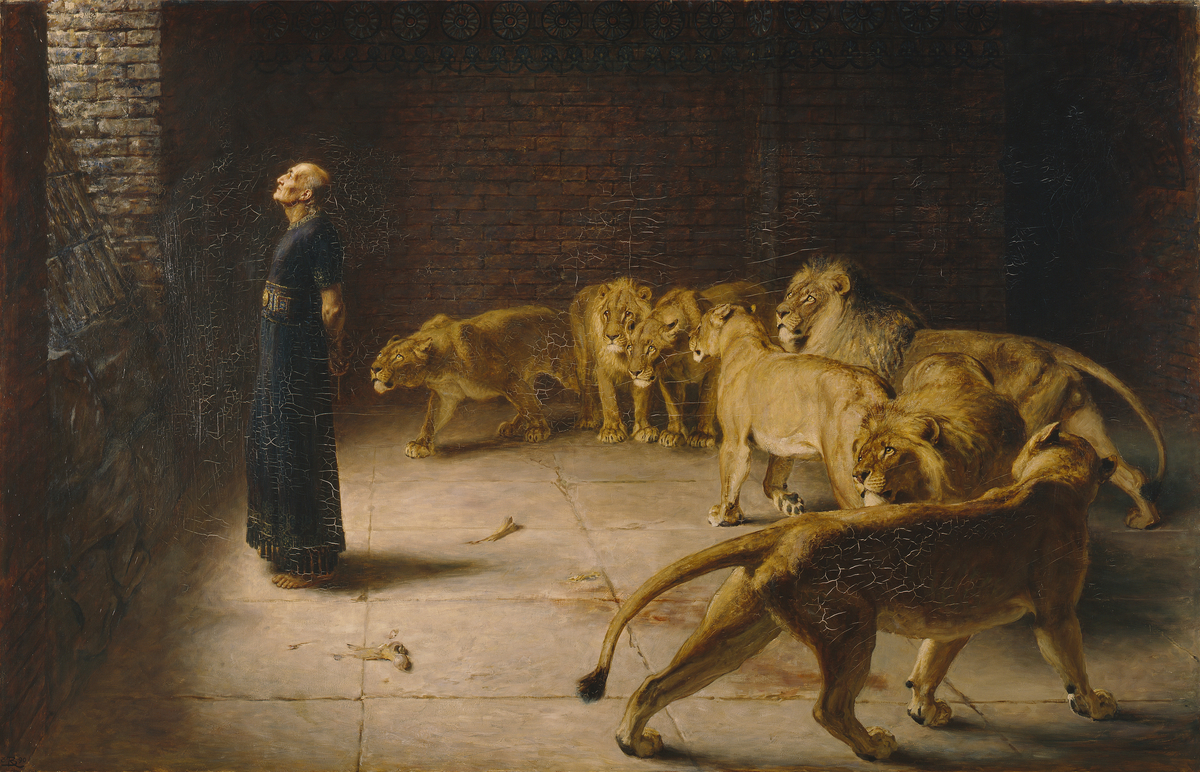
Пророк Даниил во рву львином

Существует предположение, что подобные смерти на арене имели не юридический, а сакральный характер, то есть представляли собой форму человеческого жертвоприношения, как, например, кормление храмовых животных, но этот смысл был утрачен (ср. таврокатапсия — крито-микенские пляски с быками, по предположениям некоторых исследователей, первоначально являвшиеся жертвоприношениями, а затем превратившиеся в игры). В таком случае, речь идёт о территориях, где львы обитали в естественной среде и почитались с первобытных времён (в первую очередь это касается Африки, хотя они водились и в Азии, и в Европе). Так, например, в древнеегипетской мифологии имеется львиноподобный бог Амат, пожиравший человеческие души, и ряд других божеств в облике льва. Кроме того, встречаются упоминания о более «бытовом» кормлении львов (а также крокодилов) живыми людьми и телами мёртвых в Древнем Египте и Древней Ливии.
Этот вид казни упоминается историками похода Александра. Например, в Средней Азии один македонец «заступился перед Александром Македонским за приговорённого к казни, был сам брошен за это в яму на съедение льву, но одолел льва голыми руками и стал любимцем Александра» (это был Лисимах).
Традиция человеческих жертвоприношений существовала, например, в Карфагене в конце IV — середине II века до н. э., практически до самого падения державы (по сообщению Диодора Сицилийского, карфагеняне обратились к старинным жестоким верованиям во время военных неудач, при войне против Агафокла и Первой Пунической), и подобные человеческие жертвоприношения, в особенности детские (подтверждается археологическими находками), были одним из важных факторов, вызывавших ненависть римлян к карфагенской культуре (Гамилькар I, проигрывая сражение, по словам Геродота, покончил жизнь самоубийством, принеся сам себя в жертву наподобие «царя-жреца»).
Упоминается, что во время войны с наёмниками Гамилькар Барка бросал пленных на растерзание зверям. Ганнибал заставлял пленных римлян сражаться друг с другом, а оставшегося в живых ставил против слона.
В Риме к этому времени подобные традиции забылись: там человеческие жертвоприношения, по легенде, были запрещены Нумой Помпилием ещё в VII в. до н. э. Вдобавок, на италийских территориях львы не водились, и римляне не испытывали к ним такого почтения, как африканцы. Поэтому, заимствовав обычай, они пренебрегли какой-либо возможной духовной подоплёкой и превратили растерзание преступников львами, прежде всего, в блестящее зрелище.

### Древний Рим

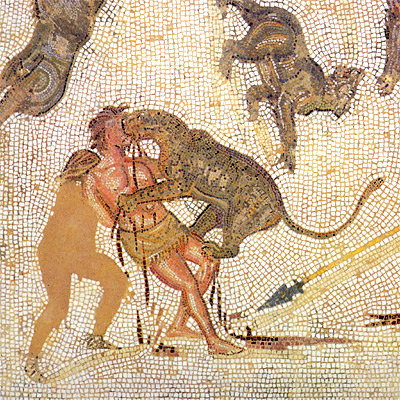
Пантеры пожирают преступника,
древнеримская напольная мозаика, III в. н. э.
Археологический музей Туниса

Но самое большее применение эта казнь получила в императорском Риме под названием Damnatio ad bestias (букв. с лат. «предание зверям», ad bestias, ad bestie, часто упрощённо Съедение львами, растерзание львами; точнее растерзание дикими животными) — вид смертной казни в Древнем Риме посредством бросания осуждённого на растерзание зверям (часто львам) на цирковой арене.
В I—III веках н. э. казнь применялась преимущественно для расправы с христианами (лат. christianos ad leones — «христиан львам»), благодаря чему наряду со смертью на кресте стала одной из самых распространённых причин смерти христианских мучеников. С принятием империей христианства практика сохранилась против уголовных преступников и была окончательно отменена лишь в 681 году.

### Яма со змеями
Яма со змеями — разновидность смертной казни, когда казнённого помещают вместе с ядовитыми змеями, что должно было повлечь его быструю или мучительную смерть. Также один из способов пытки. Иногда узников связывали и медленно опускали в яму на верёвке; часто такой способ использовался как пытка. Причём так пытали не только в Средневековье. Так, во время Второй мировой войны японские милитаристы истязали пленных во время боёв в Южной Азии. 
Сюжет казни через яму со змеями издавна известен в германском фольклоре. Так, Старшая Эдда повествует о том, как король Гуннар был сброшен в змеиную яму по приказу вождя гуннов Аттилы. Этот вид казни продолжал применяться и в последующие века. Один из наиболее известных случаев — гибель датского короля Рагнара Лодброка. В 865 году во время набега датских викингов на королевство англосаксов Нортумбрия их король Рагнар попал в плен и по приказу короля Аэллы был сброшен в яму с ядовитыми змеями, погибнув мучительной смертью.

### Прочее

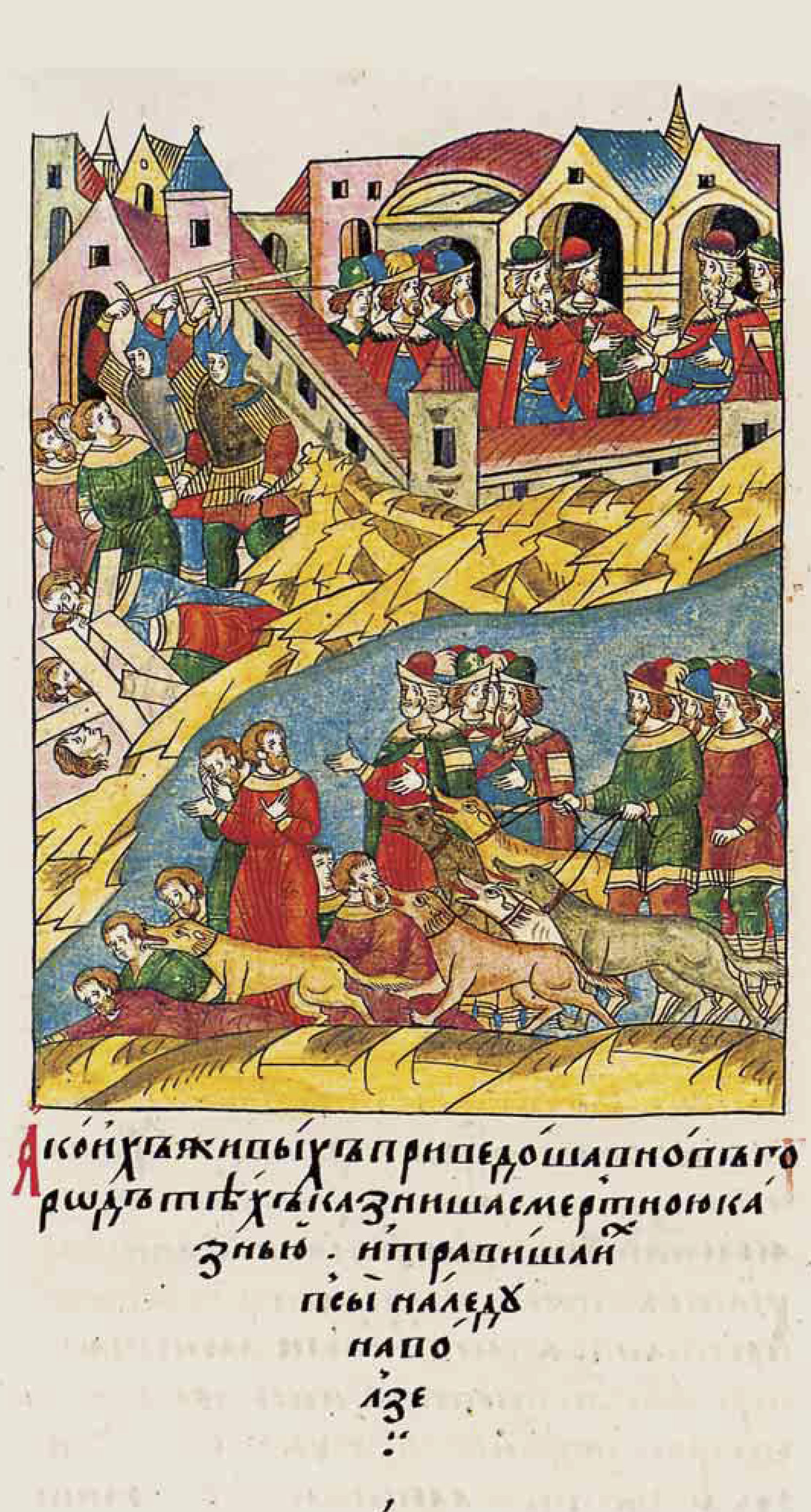
Травля пленных собаками на льду при Дмитрии Донском. Миниатюра Лицевого летописного свода

Подобным же образом — бросанием к хищникам — прелюбодеев казнили в древней Пруссии. Казнь эта также была известна германцам и скандинавам.
Также см.:
- Poena cullei
- Съедение крокодилами
- Съедение насекомыми
- Травля медведями (см. также медвежья потеха)
- Травля собаками
- Съедение рыбами: акулами, пираньями, муренами
- Как жертвоприношение: Бычья пляска (Древний Крит)

## Топтание

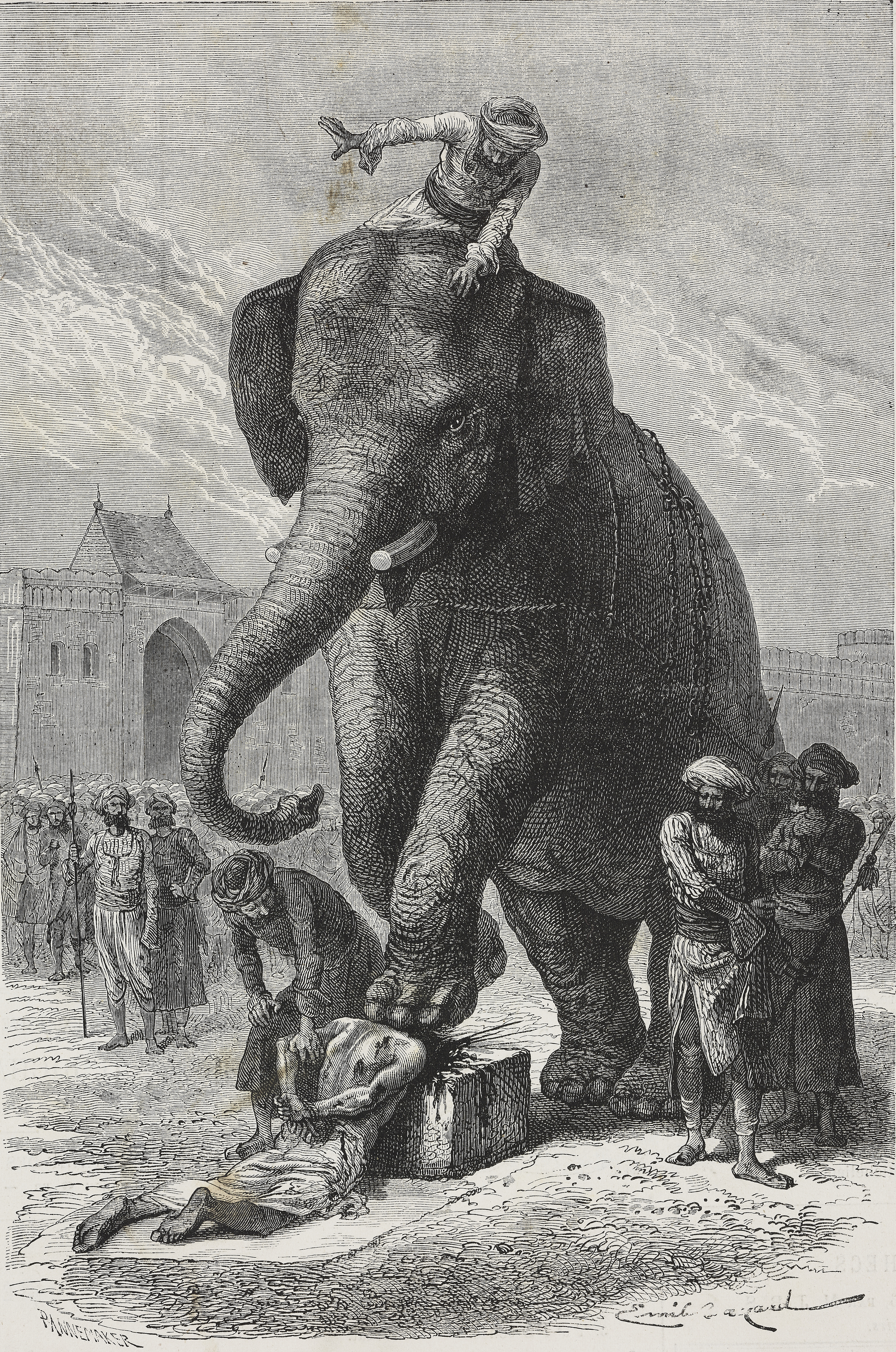

В Индии и Македонии — ногами слонов или лошадей, в Германии — лошадей.
Казнь слонами — на протяжении тысяч лет была распространённым в странах Южной и Юго-Восточной Азии и особенно в Индии методом умерщвления приговорённых к смертной казни. Азиатские слоны использовались для раздавливания, расчленения или при пытках пленных на публичных казнях. Дрессированные животные были разносторонне обученными, способными убить жертву сразу или пытать её медленно в течение длительного времени. Служа правителям, слоны использовались, чтобы показать абсолютную власть правителя и его способность управлять дикими животными.
Вид казни слонами военнопленных вызывал обычно ужас, но вместе с тем и интерес европейских путешественников и был описан во многих тогдашних журналах и рассказах о жизни Азии. Эта практика была в конечном счёте подавлена европейскими империями, которые колонизировали регион, где была распространена казнь, в XVIII—XIX веках. Хотя казнь слонами была в первую очередь характерна для стран Азии, эта практика иногда применялась западными державами древности, в частности — Римом и Карфагеном, в основном для расправы над мятежными солдатами.

## Разрывание лошадьми

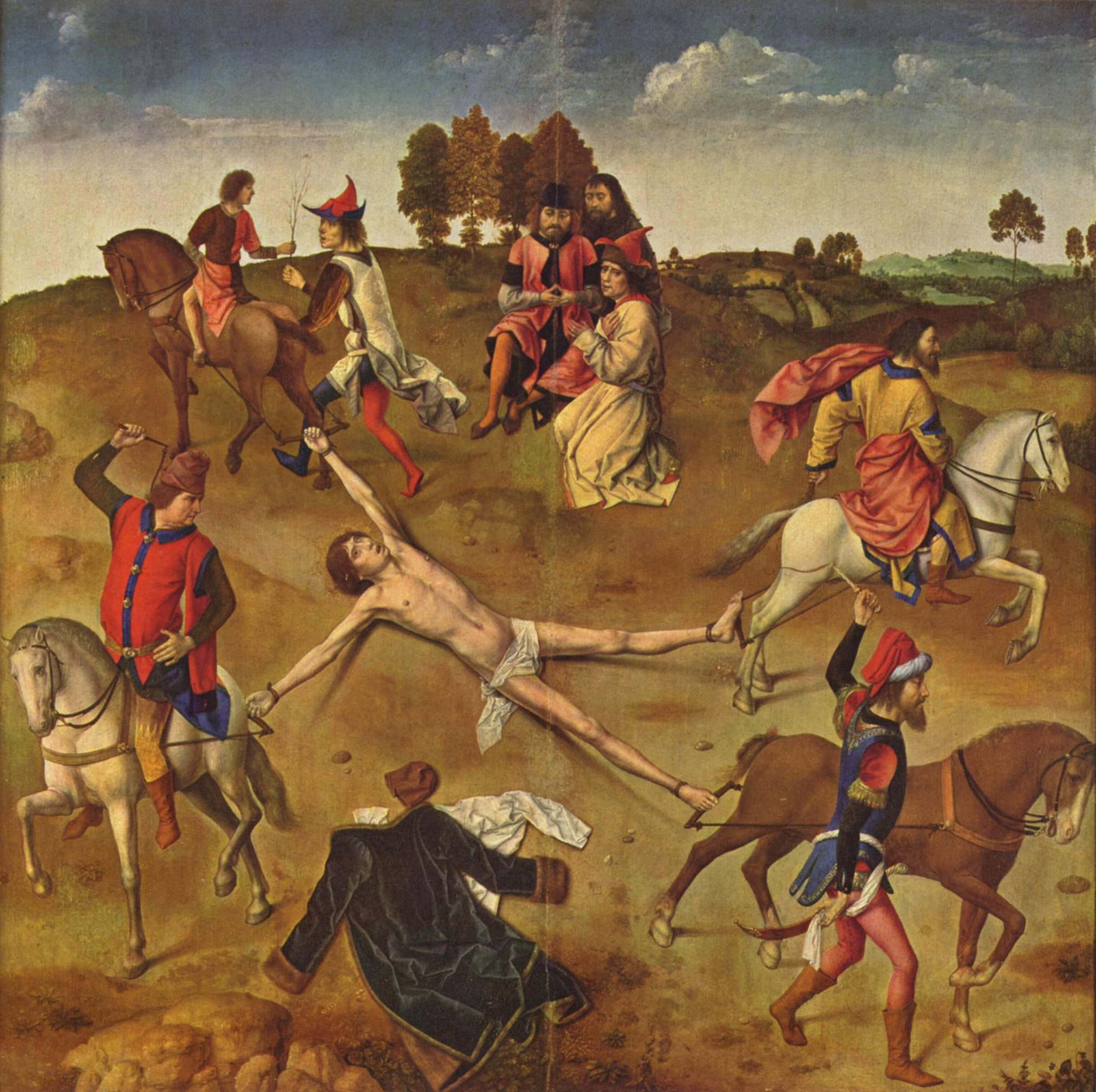

Привязывание преступника к конскому хвосту для разметания упоминается с древних времён. Смерть героев, разорванных лошадьми, встречается в древнегреческой мифологии.
Во Франции четвертование осуществлялось при помощи лошадей. Осуждённого привязывали за руки и за ноги к четырём сильным лошадям, которые, подхлёстываемые палачами, двигались в разные стороны и отрывали конечности. Фактически приходилось подрезать сухожилия осуждённому. Затем туловище осуждённого бросали в огонь. Так были казнены цареубийцы Равальяк в 1610 году и Дамьен в 1757 году. В 1589 году такой процедуре подверглось мёртвое тело убийцы Генриха III, Жака Клемана, который был заколот на месте преступления телохранителями короля.

«Это была едва ли не самая лютая казнь. Преступника, положенного спиною на эшафот высотою в три с половиною дюйма, прикрепляли железными оковами, которые охватывали грудь, шею, нижнюю часть живота и бедра. Цепи прикреплены были к эшафоту так крепко, что привязанное тело в состоянии было противиться усилию лошадей. Далее привязывали к руке преступника орудие совершения преступления и жгли её серным огнём. Затем клещами рвали мясо в разных частях тела и в раны лили сплав свинца, масла, смолы и серы. Наконец, каждый член пристегивали к лошади, и сначала заставляли лошадей делать небольшие порывы вперёд, что причиняло казнимому страшные мучения, а потом заставляли тянуть из всех сил, причем сопротивление сухожилий и связок было так велико, что нужно было рассекать связь костей. Тогда каждая лошадь отрывала часть, к которой она была привязана»

Упоминается она и на Руси, возможно, как «пятерение».